# Candelabrum harrisoni
Candelabrum harrisoni is een hydroïdpoliep uit de familie Candelabridae. De poliep komt uit het geslacht Candelabrum. Candelabrum harrisoni werd in 1928 voor het eerst wetenschappelijk beschreven door Briggs. 